# Verena Richter

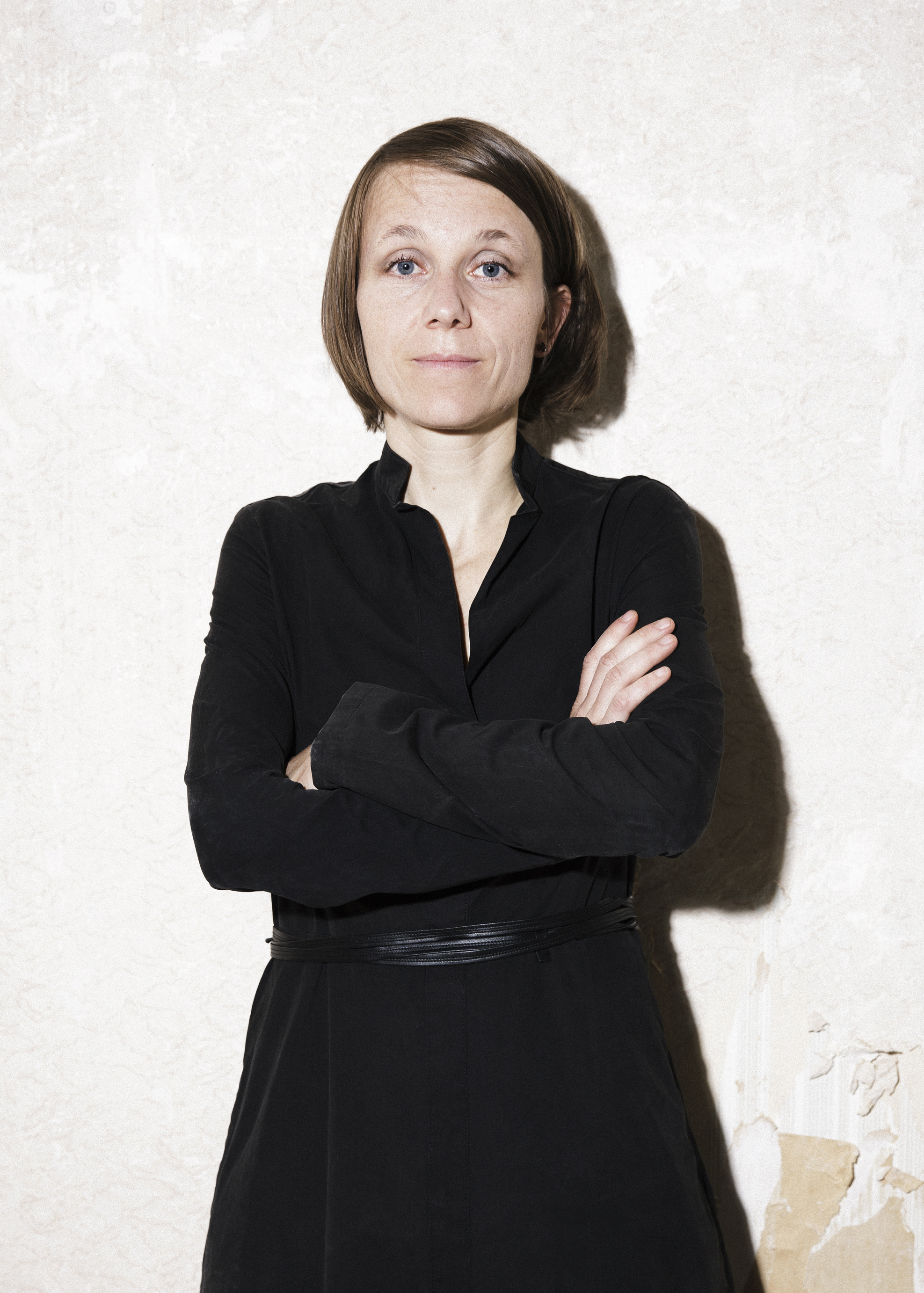
Verena Richter, 2018

Verena Richter (* 1981 in München) ist eine deutsche Autorin, Musikerin und Bühnenkünstlerin.

## Leben
Verena Richter wuchs in Pullach im Isartal auf und machte ihr Abitur am Wittelsbacher-Gymnasium in München. Sie studierte Musik am Richard-Strauss-Konservatorium, Philosophie an der Hochschule für Philosophie und besuchte die Deutsche Journalistenschule. Sie absolvierte die Meisterklasse im Hauptfach Saxophon bei Federico Mondelci am Conservatorio G. Rossini in Pesaro / Italien und schloss diese mit Auszeichnung ab.

## Autorin
Von 1997 bis 2006 war sie freie Mitarbeiterin der Jugendseite der Süddeutschen Zeitung. In einer eigenen Kolumne veröffentlichte sie dort unter anderem wöchentlich eines ihrer Dinggedichte. Die ersten 200 Dinggedichte erschienen 2015 und 2019 im Fliegenzilp Verlag. Für ihren Essay Rundumschlag wurde sie 2002 von einer Jury bestehend u. a. aus Anne Will, Daniel Cohn-Bendit und Gesine Schwan mit dem Essaypreis der Büchergilde Gutenberg ausgezeichnet. Der Essay wurde in der Edition Zeitkritik publiziert. Von 2002 bis 2003 war sie Chefredakteurin der studentischen Literaturzeitschrift Münchner Hefte. 2014 gewann sie den Günter-Bruno-Fuchs Preis. Der Preis bestand aus einem gezeichneten Porträt des Malers Johannes Grützke.
Seit ihrem Bestehen ist Verena Richter regelmäßiger Gast der Münchner Lesebühne Schwabinger Schaumschläger. Des Weiteren war sie für den Retzhofer Dramapreis 2021 nominiert. Mit ihrem Stück Der König, der alles hatte wurde sie 2023 zum Lesesalon junge Autor*innen auf das Kuss-Festival nach Marburg eingeladen.

## Musik
Verena Richter studierte klassisches Saxophon und erweiterte ihren musikalischen Stil durch den Besuch von Workshops / Meisterkursen u. a. bei Mario Marzi, Arno Bornkamp, Kenny Garret, Enrico Rava. 2007 wurde sie mit dem Premio Calpurnia del Festival delle Nazioni di Città di Castello ausgezeichnet. Als Stipendiatin von Yehudin Menuhin Live Music Now spielte sie über 120 Konzerte in Krankenhäusern, Gefängnissen und sozialen Einrichtungen. Über eine Konzertreise auf das Samos Young Artist Festival drehte die Regisseurin Pauline Rönneberg einen Dokumentarfilm (Alles ist Musik, 2010, MavroCine Pictures), der im Münchner Arri Kino Premiere feierte. Der Bayerische Rundfunk widmete Verena Richters Musik und Texten eine Programmstunde in der Sendung U21.

## Bühne
Erste Bühnenerfahrung sammelte Verena Richter auf Poetry Slams. Für ihr erstes abendfüllendes Programm Die Frau mit dem Täkst ist da erhielt sie 2008 den Tassilo-Preis (Hauptpreis) der Süddeutschen Zeitung. Es folgten zahlreiche Auftritte mit eigenen Texten und Musik u. a. im Münchner Lustspielhaus, den Münchner Kammerspielen, Scharfrichterhaus Passau, Münchner Volkstheater u. v. m. Mit ihren kabarettistischen Nummern war sie zu verschiedenen Kabarettpreisen geladen, u. a. Kabarett Kaktus, Paulaner Solo+, Oltner Kabarett-Casting. 2019 hatte sie einen Auftritt in der BR-Sendung Vereinsheim Schwabing mit Constanze Lindner. Unter der Regie von Arno Friedrich wirkte Verena Richter 2019 in dem dadaistischen Bühnenstück Victor oder Die Kinder an der Macht von Roger Vitrac als Schauspielerin, Bühnenmusikerin und Autorin mit. Es stand auf dem Spielplan des Theaters Viel Lärm um Nichts. 2020 inszenierte Arno Friedrich einen abendfüllenden Theaterabend mit einer Sammlung von Verena Richters Texten mit dem Titel Leaving Lamento. Parallel zu dieser Produktion entstand der Kurzfilm Klangvolles Seuzfen unter Hüten mit Texten und Musik von Verena Richter.

## Veröffentlichungen
- Sehnsucht nach Sinn, (Anthologie) Büchergilde Gutenberg 2002, ISBN 9783936428124
- Die Frau mit dem Täkst ist da. (Hörbuch), MBook Division 2010[16]
- Schwabinger Schaumschläger Sex Jahre – Geschichten, Gedichte, Bilder (und anderes), (Anthologie), CreateSpace Independent Publishing Platform 2013, ISBN 978-1484940143
- Die Sachensucherin, (Anthologie), Klartext Verlag 2015, ISBN 9783837515183
- Dinggedichte1 –100, Fliegenzilp Verlag 2015, ISBN 978-3-00-050189-0
- Gecko #65, Die Bilderbuchzeitschrift 2018, ISBN 978-3-940675-64-4
- Dinggedichte101 –200, Fliegenzilp Verlag 2019, ISBN 978-3-00-062030-0

## Auszeichnungen
- 2002: Büchergilde-Essaypreis
- 2007: Premio di Calpurnia del Festival delle Nazioni, Città di Castello, Italien
- 2008: Tassilo-Preis (Hauptpreis) der Süddeutschen Zeitung
- 2009–2014: Stipendiatin bei Yehudi-Menuhin Live Music Now
- 2011: Kabarett Kaktus (nominiert)
- 2014: Günter-Bruno-Fuchs Literaturpreis
- 2016: SOS-Kinderliteraturpreis
- 2020: Oltner Kabarett-Casting (nominiert)
- 2021 Retzhofer Dramapreis (nominiert)